# Charles Thoumas
Charles-Antoine Thoumas (X 1839), né le 10 juillet 1820 à Laurière (Haute-Vienne) et mort le 8 janvier 1893 à Versailles (Yvelines), est un général français auteur de nombreux ouvrages et d’articles de presse à caractère militaire. Il participa au gouvernement de la Défense Nationale en 1870.

## Biographie

### Origine et famille
Fils d’Alexandre François Thoumas (X 1806), capitaine d’artillerie et de Claire Sarra Villière, il nait à Laurière, berceau de sa famille, le 10 juillet 1820.
Il intègre l’École Polytechnique en novembre 1839, il en sort comme officier d’artillerie. C’est dans cette arme qu’il fait toute sa carrière. Après les cours de l’École d’Application de Metz il est nommé sous-lieutenant.
Le 27 janvier 1845, il se marie à Françoise Amélie Louise Pichon, dont le frère sera le futur colonel Michel Henri Alfred Pichon, commandant le 46e de ligne en 1870.
Il a deux enfants Henri Ferdinand (1848-1943), qui deviendra secrétaire général des Chemins de Fer de l’Est et Maurice Auguste Joseph (1850-1864), qui mourra adolescent.

### Campagne d’orient 1854 - 1856
En avril 1854, il participe à la guerre de Crimée, il est alors capitaine en second dans la division Bosquet.
Après quelques mois, il est nommé capitaine en premier. Il se fait remarquer pour ses tirs d’artillerie très efficaces, à partir du 9 octobre 1854, sur les zones de batailles d’Inkerman.
Le 25 octobre il prend part à bataille de Balaklava, il commande sa batterie pour la première fois.
Le 5 novembre, à la bataille d’Inkerman, dans un combat de six pièces françaises contre 60 russes, il a un cheval tué sous lui. Il est cité à l’ordre de l’armée et un mois plus tard il est fait chevalier de la Légion d’honneur.

### État-major, campagne d’Allemagne et défense de Paris - 1857 à 1871
Au sortir de la guerre de Crimée il est affecté à l’état-major de l’artillerie. En 1868, il est nommé lieutenant-colonel et commande la direction de l’artillerie au ministère de la Guerre.
À la suite de la chute de Sedan et de la déchéance de l’Empereur, Gambetta proclame la République, le 4 septembre 1870. Charles Thoumas est immédiatement appelé par Charles de Freycinet qui est délégué à la guerre dans le gouvernement de la Défense Nationale.
Thoumas y a un rôle primordial dans ce gouvernement, à Tours et à Bordeaux. Il assure l'armement de l'armée française. Il est alors un témoin privilégié des carences de l'armée malgré les efforts de réorganisation de la période de la guerre en Province.
Thoumas est ainsi confronté à de nombreuses difficultés. L’armée, par exemple, n’a pas suffisamment de harnais pour les canons et n’ayant plus le temps d’en confectionner en France, le gouvernement décide de passer commande aux États-Unis. Mais la livraison ne put se faire à temps car le port de La Rochelle était rendu inaccessible un bon moment par la tempête. Les canons que Thoumas avait fait charger sur rails ne purent équiper l’armée.
Gambetta le nomme colonel en octobre 1870 puis général de brigade deux mois plus tard.

### L’après-guerre - 1871 à 1884
En juin 1871, il est mis en disponibilité.
Le 8 août 1871, l'Assemblée nationale désigne une commission de révision des grades, 11 600 dossiers sont examinés,.
Le 12 octobre, la commission le rétrograde au grade de colonel et il retrouve un poste à l’état-major de l’artillerie.
Attristé que son fils, né en territoire annexé par l’ennemi, puisse devenir sujet de l’Allemagne , il a le bonheur de le voir opter pour la nationalité française le 19 juillet 1872.
Ce n’est qu’en 1874 qu’il retrouve son grade de général de brigade. quatre ans plus tard il devient général de division et membre du comité d’artillerie.

### Retraite, mort et hommage post-mortem - après 1885
Usé par des années de maladie, il est mis en retraite en janvier 1885. Il devient alors un historien militaire de premier ordre avec des articles au quotidien Le Temps, et des ouvrages  cités en bibliographie.

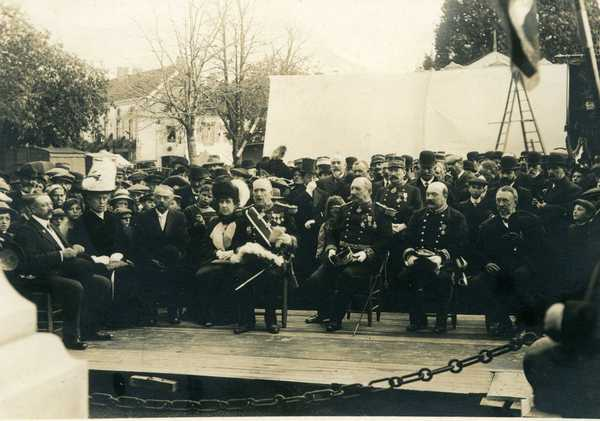
26 octobre 1913 : Inauguration du monument du général Thoumas. Au centre-gauche sa veuve, Claire Sarra Villière. À l’extrême gauche son fils, Henri Thoumas. Au centre, tenant son discours à la main, le général Lebon.

Son état de santé alarma sa famille dans la nuit du 2 au 3 janvier 1893. Il mourut après une agonie de quelques heures au cours de laquelle il exprima sa foi à ses proches.
On lui éleva le 26 octobre 1913, un monument à Laurière (Haute-Vienne) qui se situe face à la mairie, sur la place qui prendra alors le nom de place du Général-Thoumas. C'est le général Lebon qui fit le discours. À ses côtés se trouvaient la veuve du général Thoumas ainsi que son fils.
Son portrait, signé A. Junière Gilgencrantz - octobre 1877, est visible à Versailles, au musée Lambinet.

## Décorations
- Médaille de Crimée.
- Médaille de la valeur de la Sardaigne 27/07/1857.
- Grand-officier de la Légion d’honneur le 27/12/1884 (Chevalier en 1854)[12].